# ماركوس جوين
ماركوس جوين (بالإنجليزية: Marcus Gwyn)‏ هو لاعب كرة قاعدة أمريكي، ولد في 4 نوفمبر 1977 في تلسا في الولايات المتحدة.

## وصلات خارجية
- ماركوس جوين على موقع دوري كرة القاعدة الرئيسي (الإنجليزية)
- ماركوس جوين على موقع الدوري الياباني لكرة القاعدة (الإنجليزية)
- ماركوس جوين على موقعبيزبول رفرنس.كوم (الدوري الرئيسي) (الإنجليزية)
- ماركوس جوين على موقعبيزبول رفرنس.كوم (الدوري الثانوي) (الإنجليزية)
- ماركوس جوين على موقع مشجعي الرسوم البيانية (الإنجليزية)